# Daniel Gábor (politikus)
Vargyasi báró Daniel Gábor (Vargyas, 1854. december 2. – Szőny, 1919. július 6.) magyar politikus, országgyűlési képviselő.

## Életrajza
Daniel Gábor báró a későbbi Udvarhely vármegyei főispánnak és plankensteini báró Rauber Mária (1831–1887) úrnőnek fiaként született az udvarszéki Vargyason, unitárius főrendi családba.  Jogi tanulmányai után ügyvédi vizsgát tett. Mindössze 24 éves volt, mikor az 1878-as választásokon a Szabadelvű Párt jelöltjeként az oklándi kerületben országgyűlési képviselővé választották. A következő két választáson is onnét jutott a parlamentbe, mígnem az 1887-es választásokon a székelyudvarhelyi kerület képviselője lett. 1892-ben újfent az oklándi, 1896-ban és 1901-ben pedig az oláhfalui kerület küldte az országgyűlésbe. Közben a párton belül is lépdelt felfelé a ranglétrán egészen az alelnökségig. Ezen posztján tevékeny részese volt a később az 1905–1906-os magyarországi belpolitikai válsághoz vezető Tisza-féle erőszakos kormányzásban illetve ebből adódóan saját pártja megsemmisülésében. 1902-ben az Erdélyi Unitárius Egyház köri felügyelői tisztségét is betöltötte, valamint két választási cikluson át (1903-ig) a képviselőház alelnöke is volt.
1904. november 18-án Daniel nyújtotta be azt az ellenzéki obstrukció letörésére készített házszabály-módosítási javaslatot, aminek megszavazására Perczel Dezső házelnök állítólag egy zsebkendő meglengetésével adott jelet párttársainak. A „zsebkendőszavazásként” elhíresült esetet követően az ülést berekesztették és csak december 13-án ültek össze a képviselők megint. A következő ülésnapig eltelt idő alatt az addig ezer felé tagolt ellenzék Szövetkezett Ellenzék néven egyetlen választási pártba tömörült, míg a Szabadelvű Párt tagságának jelentős része kilépett a pártból, köztük volt miniszterelnökök is, mint Széll Kálmán, vagy Bánffy Miklós, illetve más prominens politikusok, mint például Wlassics Gyula, Teleki Pál, ifj. Andrássy Gyula, stb. December 13-án aztán ahogy összeültek a képviselők hamar heves szóváltás majd dulakodás alakult ki, végül az ellenzékiek szinte teljesen szétverték a tisztelt ház bútorzatát, annak darabjaival még a kiérkező karhatalmistákra is rátámadtak.
Az ellenzéki pártszövetség az 1905-ös választásokon abszolút többséget (56,17%) szerzett. Ugyan Daniel maga is bejutott a parlamentbe, a történelmi vereség (a szabadelvűek gyakorlatilag 1865 óta vezették az országot) súlyos belpolitikai válságot okozott, melynek egyik záróakkordjaként 1906 áprilisában, kevesebb, mint egy hónappal az 1906-os választások előtt a Szabadelvű Párt jogutód nélkül feloszlott.
1905 után legközelebb csak az 1910-es választásokon nyert mandátumot, újfent az oláhfalui körzetből és egyúttal újra alelnök lett, de már a Nemzeti Munkapárté, ami gyakorlatilag a Szabadelvű Párt folytatása volt.

## Házassága és leszármazottjai

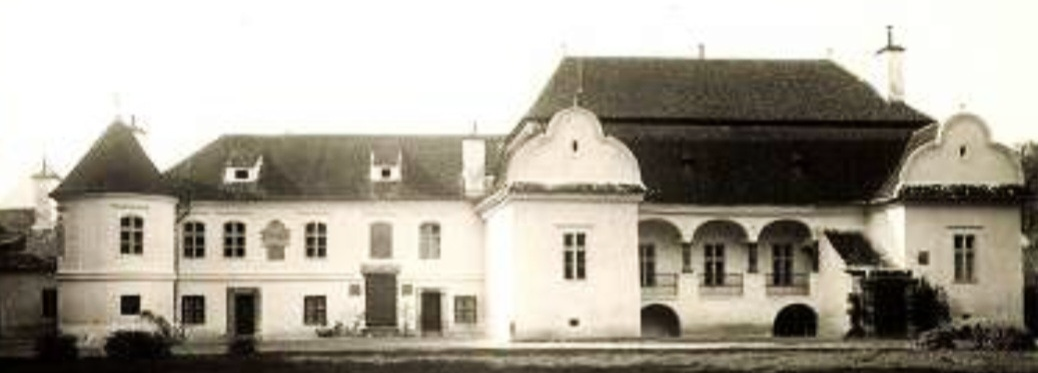
A vargyasi Daniel-kastély

Vargyasi báró Daniel Gábor feleségül vette Budapesten 1880. március 14-én tolcsvai báró Korányi Malvine (*Nagykálló, 1862. október 26.–†Budapest, 1945. június 28.) kisasszonyt, akinek a szülei idősebb tolcsvai báró Korányi Frigyes (1827–1913), belgyógyász, egyetemi tanár, a márciusi ifjak egyike, a Magyar Tudományos Akadémia levelező tagja, és tolcsvai Bónis Malvine (1841–1926) voltak. Az anyai nagyszülei tolcsvai Bónis Sámuel (1810–1879) országgyűlési képviselő, és nagyréthi Darvas Erzsébet (1814–1900) voltak. Daniel Gábor báró és Korányi Malvine bárónő frigyéből született:
- vargyasi báró Daniel Gábor (*Budapest, 1880. december 19.–†Budapest, 1957. június 28.), dr. jur., a Központi Hitelintézet ügyvédje, a budapesti Unitárius Egyház főgondnoka. Neje: Szövérffy Erzsébet.
- vargyasi báró Daniel Anna (*Pécel, 1883. május 31.–†Dunaharaszti, 1987. január 16.). Férje: szalacsi és nagytanyi Szalachy Béla (*Bölcske, 1868. május 14.–†Sárosfa, 1945. január 28.), cs. és kir. kapitány a 10. huszárezredben, földbirtokos.